# Rittergut Stockum (Sundern)
Das Rittergut Stockum war ein Gut in der Ortschaft Stockum bei Sundern im Sauerland, Nordrhein-Westfalen.
Erstmals erwähnt wurde das Gut Stockum im Jahr 976 in einer Schenkungsurkunde des Kölner Erzbischofs Warin von Köln an das Andreasstift zu Köln. Im Jahr 1272 belehnte das Andreasstift den Johann von Neheim mit dem Gut, 1494 gelangte es an die Familie von Plettenberg. Durch den Dreißigjährigen Krieg scheint das Anwesen verwüstet worden zu sein, jedenfalls lassen Angaben des Pfarrarchivs Stockum darauf schließen, in denen der Hof als wüst bezeichnet wird. In der Folgezeit erbten den Besitz
- Christoph Friedrich Steffen von Plettenberg (1698–1777),
- Diederich Christian Johann von Plettenberg (1748–1818), der das Gut 1797 vom Stift kaufte,
- Eugen Gustav Friedrich Adolf von Plettenberg (1805–1886),
- Karl von Plettenberg (1852–1938)
- Kurt von Plettenberg (1891–1945)

Anschließend veräußerte die Familie, die selbst nicht vor Ort wohnte, die Ländereien nach und nach. Die letzten Flächen verkaufte der spätere Widerstandskämpfer Kurt von Plettenberg im Jahr 1932.